# Merzouga Rally

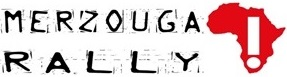
Il logo del Merzouga Rally

Il Merzouga Rally è un rally raid che si svolge dal 2010 in Marocco. Si svolge ogni anno all'inizio di ottobre nel sud del Marocco nei pressi delle Grandi Dune di Merzouga, e ha il suo quartier generale presso l'Hotel Xaluca di Erfoud. La gara è stata disputata in vari periodi dell'anno: le prime edizioni si sono svolte a ottobre, per poi spostarsi all'inizio di aprile. L'edizione 2020 del Merzouga Rally si è svolta dal 23 al 29 maggio. La gara si svolge su 5 giorni oltre al prologo, e ha al suo interno una tappa Marathon nel deserto. Le tappe sono molto varie, con l'alternanza di sabbia e differenti terreni, e solitamente lunghe 200-300km. La navigazione è un aspetto-chiave all'interno del Merzouga Rally, e i partecipanti utilizzano il GPSUnik2, lo stesso che viene utilizzato nella Dakar. La sicurezza è molto importante per gli organizzatori, e per questo i piloti utilizzano Iritrack, il sistema di tracciamento studiato durante i rally-raid in Africa. Oltre a questo, viene impiegato uno staff medico con ambulanze 4x4, dottori sul percorso con moto e quad e un servizio di elisoccorso. Il Merzouga Rally è adatto alle necessità dei professionisti e degli amatori, per questo i piloti vengono suddivisi in due categorie, Pro ed Expert: i piloti Pro sono pronti ad ogni tipo di sfida e affrontano l'intero percorso, mentre i piloti Expert possono limitarsi a percorrere il 75% delle tappe. Il Merzouga è l'ideale per chi affronta il deserto per la prima volta, e vuole sperimentare le proprie abilità prima di affrontare la Dakar o altri rally-raid: molti piloti l'hanno definito ''Il perfetto avvicinamento alla Dakar''.

## Storia
Nato nel 2010 da un'idea di Edoardo Mossi, pilota e promotore di rally, il Merzouga Rally ha una formula studiata per avvicinare gli amatori alla disciplina dei Rally Raid ed è una sfida apprezzata dai migliori piloti off-road. La gara, grazie ai suoi cambiamenti di terreno e paesaggio e alla difficoltà delle dune di Merzouga, rappresenta un importante banco di prova e un ottimo allenamento in vista della Dakar e dei principali rally-raid. Competono nel Merzouga Rally piloti delle categorie moto, quad e side-by-side (SxS). 

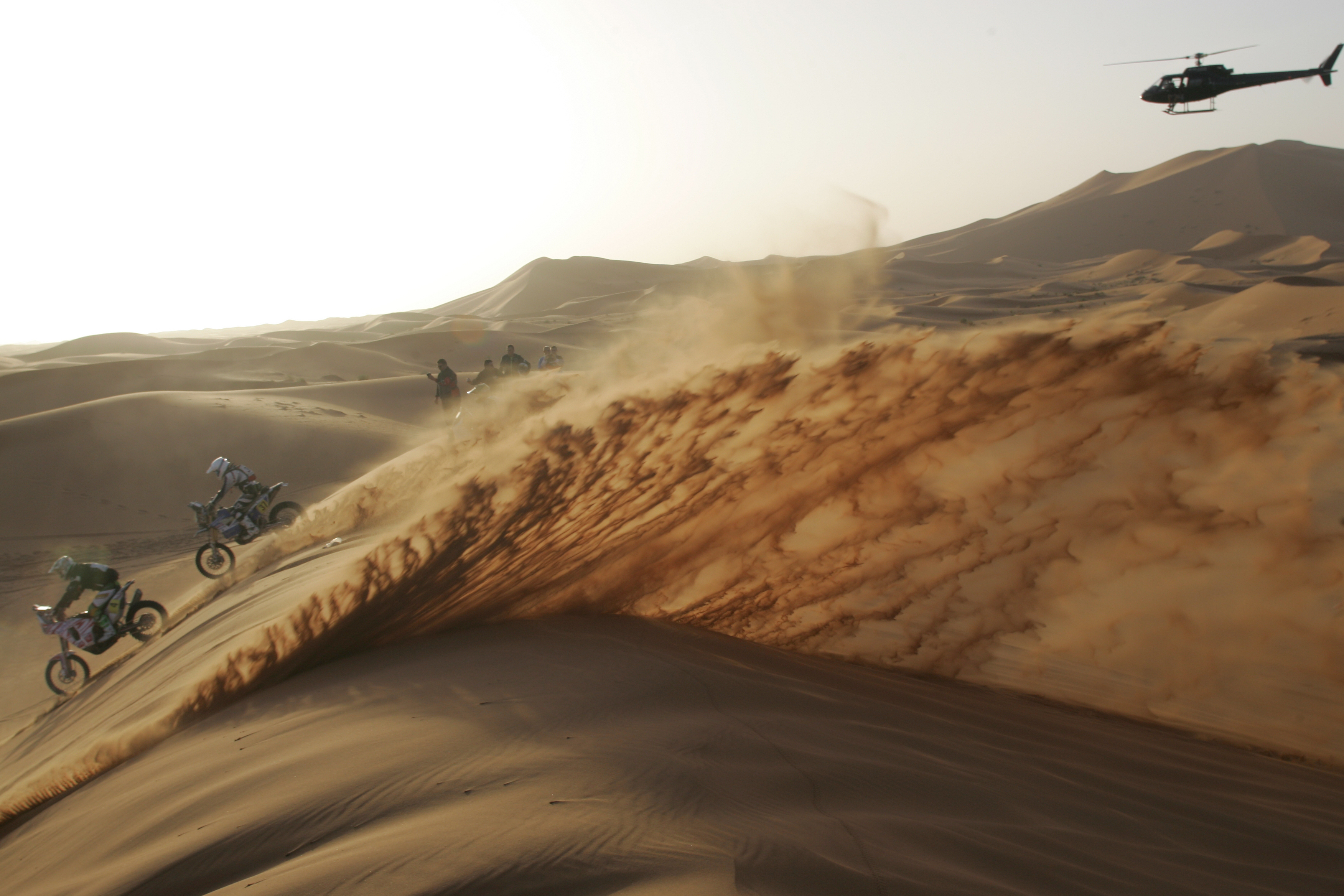
Panoramica di una tappa del Merzouga Rally

## Edizioni
Tra i vincitori delle passate edizioni del Merzouga Rally troviamo piloti del calibro di Hélder Rodrigues, Sam Sunderland, Pal Anders Ullevaalseter, Kevin Benavides, Joan Barreda e Adrien van Beveren, che hanno sfruttato il rally marocchino come trampolino di lancio in vista della sfida-Dakar. Nei quad segnaliamo Nicolas Cavigliasso, dominatore della Dakar 2019 che vinse nel 2017, e Axel Dutrie, che ha vinto due volte il Merzouga. Nel 2019 hanno conquistato la vittoria Adrien van Beveren (moto), Axel Dutrie (quad) e Nasser Al-Attiyah (SxS): il campione qatariota e principale ambasciatore della Dakar 2020 in Arabia Saudita ha gareggiato e vinto nei side-by-side. Di seguito tutti i vincitori del Merzouga Rally.

### Edizione 2010
- MOTO: Helder Rodrigues (Por/Yamaha)
- QUAD: Camelia Liparoti (Ita/KTM)

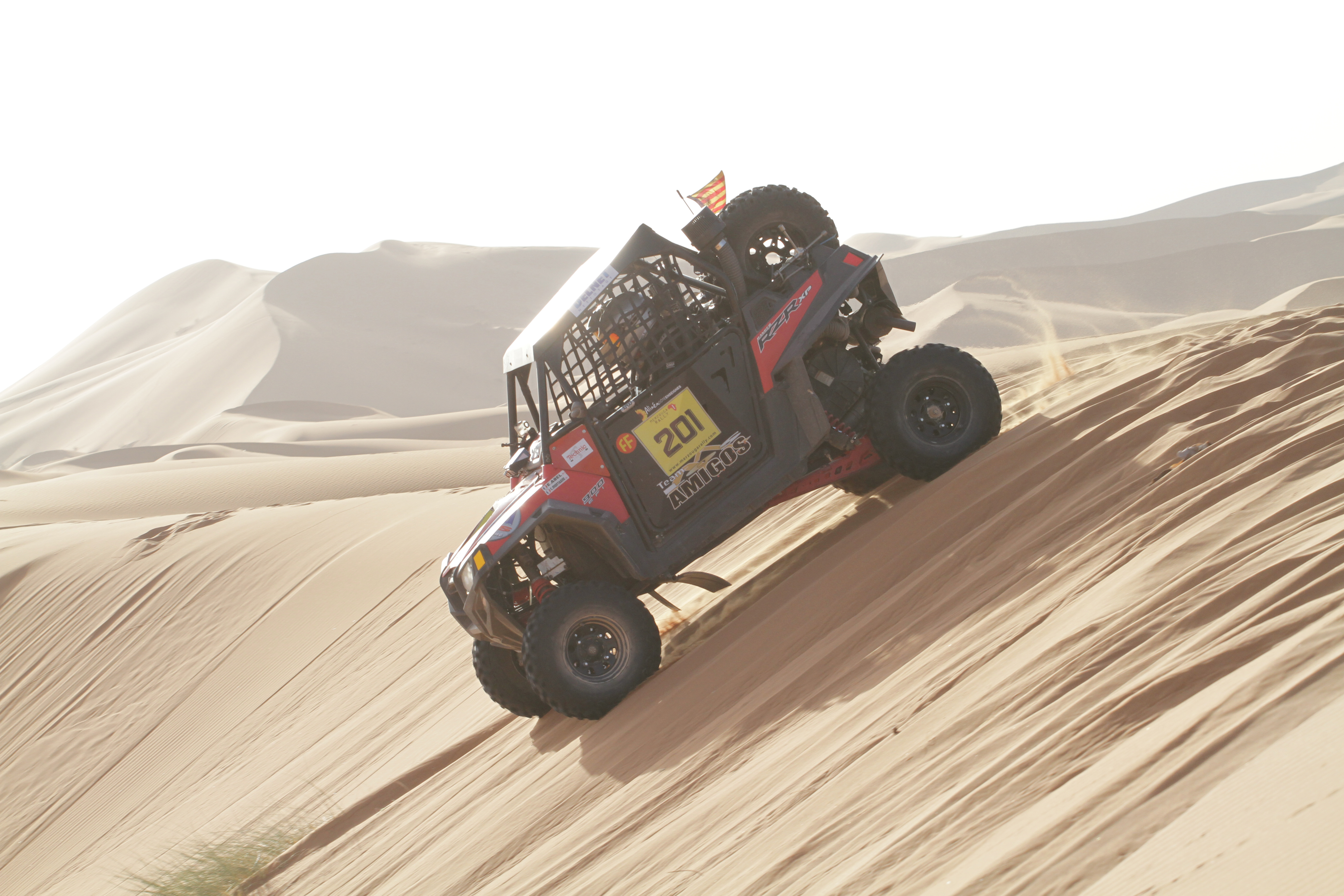
I mezzi side-by-side

- SxS: Julien Roustan/Daniel Pernot (Fra/Polaris).

### Edizione 2011
- MOTO: Jakub Przygonski (Pol/KTM)
- QUAD: Michel Scarcella (Fra/Can-Am)
- SxS: Oliver Abel/Christian Manez (Fra/Polaris)

### Edizione 2012
- MOTO: Jacek Czachor (Pol/KTM)
- QUAD: Patrick Marto (Fra/Polaris)
- SxS Frederic Henrichy/Thierry Costa (Fra/Polaris)

### Edizione 2013
- MOTO: Sam Sunderland (Gbr/Honda)
- QUAD: Fernandez Covadonga (Spa)
- SxS: Garry Connell/Annie Seel (Aus/Polaris).

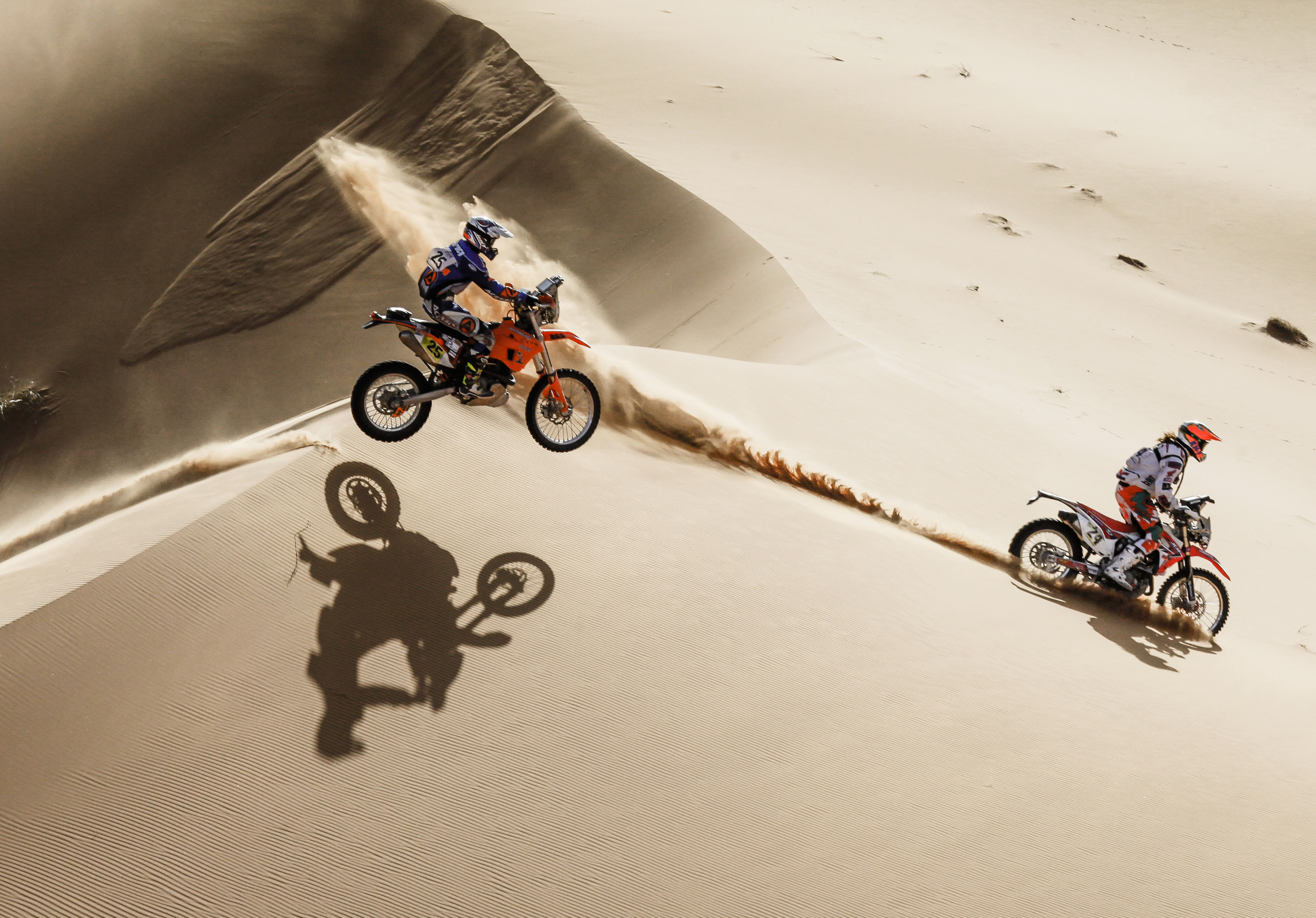
Laia Sanz e Arnold Brucy in azione nell'edizione 2014

### Edizione 2014
- MOTO: Pal Anders Ullevaalseter (Nor/KTM)
- QUAD: Diego Ortega Gil (Spa/Yamaha)
- SxS: Frederic Henrichy/Eric Bersey (Fra/Polaris).

### Edizione 2015
- MOTO: Alessandro Botturi (Ita/Yamaha)
- QUAD: Diego Ortega Gil (Spa/Yamaha)
- SxS: Roberto Tonetti/Maurizio Dominella (Ita/Polaris).

### Edizione 2016
- MOTO: Kevin Benavides (Arg/Honda)
- QUAD: Clemens Eicker (Ger/E-ATV)
- SxS: Frederic Henrichy/Eric Bersey (Fra/Polaris).

### Edizione 2017
- MOTO: Xavier De Soultrait (Fra/Yamaha)
- QUAD: Nicolas Cavigliasso (Arg/Yamaha)
- SxS: Frederic Henrichy/Eric Bersey (Fra/Polaris).

### Edizione 2018
- MOTO: Joan Barreda Bort (Spa/Honda)
- QUAD: Axel Dutrie (Fra/Yamaha)
- SxS: Bruno Varela/Gustavo Gugelmin (Bra/Can-Am).

### Edizione 2019
- MOTO: Adrien van Beveren (Fra/Yamaha)
- QUAD: Axel Dutrie (Fra/Yamaha)
- SxS: Nasser Al-Attiyah/Matthieu Baumel (Qat e Fra/Can-Am).